# Raion de Màrinka
Màrinka (en ucraïnès Мар'їнський район) és un raion d'Ucraïna a l'óblast de Donetsk.
Comprèn una superfície de 1350 km². La capital és la ciutat de Màrinka. Segons el cens de 2010 tenia una població total de 91400 habitants. El seu codi KOATUU és 1423300000. El codi postal 85600 i el prefix telefònic +380 6278.